# هاي ويب
شركة داده جستر عصر نوفين (بالفارسية: شرکت داده‌گسترعصرنوین از سال) وتُعرف عموماً اسم هاي ويب (بالفارسية: هاى وب) هي شركة خدمات إنترنت إيرانية تأسست في عام 2003. يقع مقر الشركة الرئيسي في طهران، إيران وقد تم إدراجها بشكل علني في بورصة طهران منذ 13 سبتمبر 2017.
في أكتوبر 2017، توصلت هاي ويب إلى اتفاقية شراكة غير ربحية مع فودافون، شركة الاتصالات البريطانية متعددة الجنسيات.

## وصلات خارجية
- الموقع الرسمي